# Clarence 13X
Clarence Edward Smith (22 février 1928 – 13 juin 1969), connu comme Clarence 13X et Father Allah, est le fondateur de la Five-Percent Nation ("Nation des cinq pour cent"), un groupe issu de la Nation of Islam (NOI). 

## Biographie
Né en Virginie, il déménage à New York jeune homme avant de s'engager dans l'armée des États-Unis durant la Guerre de Corée. Après son retour à New York, il apprend que sa femme a rejoint la NOI et la suit, prenant le nom de Clarence 13X. Il sert dans le groupe comme agent de sécurité, entraîneur en arts martiaux et apprenti pasteur avant de s'en aller pour des raisons peu claires en 1963.
Après son départ de la Nation of Islam, Clarence 13X forme un nouveau groupe avec d'autres anciens membres. Il enseigne aux enfants que tous les Noirs sont divins et prend le nom d'Allah. Il rejette la croyance en un dieu mystère, enseignant que tout homme noir est un Dieu. Dans sa vision, les femmes noires sont des Terres qui complètent et nourrissent les hommes . Lui et quelques assistants gardent les leçons de la NOI, Ils conçoivent un moyen d'enseigner ces leçons à partir de lettres et de nombres : associant un attribut pour chaque lettre et chaque nombre permettant de déchiffrer les sciences universelles. 
Clarence 13X a nommé son nouveau mouvement les cinq pour cent, faisant référence à un enseignement de la NOI stipulant que seul cinq pour cent de la population connaît et promeut la vérité à propos de la réalité de Dieu. Il rejetait cependant les strictes règles de conduite de la NOI. Il autorisait la consommation d'alcool et l'usage occasionnel de drogues illégales.
En 1964, un inconnu tire des coups de feu sur Clarence 13X qui survit à ses blessures. Après un incident survenu plusieurs mois plus tard, au cours duquel lui-même et plusieurs de ses adeptes vandalisent des magasins et se battent avec la police, il est arrêté et interné dans un centre psychiatrique ; on lui diagnostique alors une schizophrénie paranoïde. Il se fait appeler Allah, ce qui déplait au juge. Il est libéré à la suite d'un jugement de la Cour suprême de 1966 qui limite la possibilité d'interner quelqu'un sans jugement. Bien qu'il ait enseigné à ses disciples que l'homme blanc est le diable, il cultive des relations avec des personnalités blanches de la municipalité qui lui accordent un financement pour une école ; en retour, il s'efforce de prévenir la violence à Harlem. 
En juin 1969, Clarence 13X est mortellement blessé par balle ; l'identité de son meurtrier reste inconnue. Le maire de New York et plusieurs autres personnalités éminentes exprimèrent leurs condoléances à ses disciples. Bien que les membres de la Nation des cinq pour cent aient connu une désaffection après la mort de leur chef, le mouvement rebondit une fois qu'une nouvelle orientation se soit imposée, avec une approche non hiérarchique de la direction du mouvement qui se traduit par le fait qu'aucun leader unique particulier ne succède à Clarence 13X. Les membres de la Nation des cinq pour cent se réunissent tous les ans autour de l'a date de sa mort pour une célébration, le "Show And Prove".